# Jussef Delgado
Jussef Nelson Delgado López (ur. 27 stycznia 1994 w Guápiles) – kostarykański piłkarz występujący na pozycji bramkarza, od 2021 roku zawodnik Pérez Zeledón.